# 오시카반도

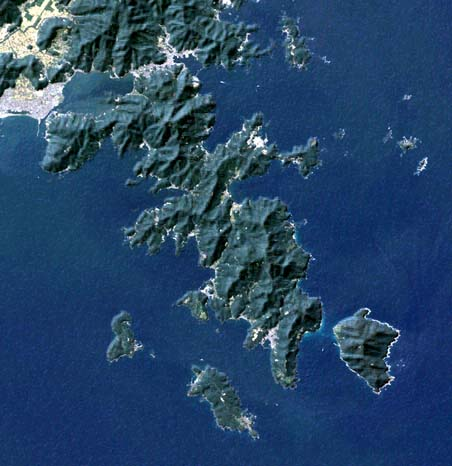
오시카반도의 위성사진.

오시카반도(일본어: 牡鹿半島 오시카한토[*])는 일본에 있는 반도이다. 혼슈섬 동북쪽의 미야기현 태평양 연안에 있다.

## 지리
산리쿠 연안 최남단에 있다. 서쪽에는 이시노마키만이 있고 동쪽에는 태평양이 있으며, 북서쪽에는 만고쿠 호수가 있다. 반도 전역이 산지이며 리아스식 해안을 끼고 있다. 해안선 일대 대부분은 리쿠추 해안 국립공원으로 지정되어 있다.

## 행정구역
- 일본 미야기현
  - 이시노마키시 동남부(구 오시카정)
  - 오시카군
    - 오나가와정

## 2011년 지진과 쓰나미
오시카반도는 2011년 일어난 도호쿠 지방 태평양 해역 지진 진원지에서 제일 가까운 일본 본토 지역이다. 진원과 약 72km 떨어져 있으며, 긴카산섬 같은 오시카반도 근처의 몇몇 섬은 그보다 수km 더 가깝다. 3월 14일에는 오시카반도 해안에 천여구의 시신이 쓸려나왔다는 보고가 왔다. 쓰쿠바시 지형정보기관에 따르면, 3월 11일의 지진으로 오시카반도가 진원지 쪽으로 5.3m 이동했으며 1.2m 침강하였다고 발표했다. 일본 정부 통계에 따르면 이 두 지질변동은 일본 최대 기록이다. 이 지진과 같이 온 지진 해일로 이시노마키시 해안의 수많은 작은 마을들이 큰 타격을 입었다.

## 같이 보기
- 오나가와 원자력 발전소